# سلاح سيبراني
السلاح السيبراني هو برنامج ضار يعمل لأهداف عسكرية أو شبه عسكرية أو أهداف استخباراتية.

## الخصائص العامة
تختلف المتطلبات لاستخدام التعبير كثيرًا لكن المعايير الأكثر شيوعًا ليعتبر البرنامج الضار سلاحًا سيبرانيًا هي:
- أن ترعاه دولة أو جهة فاعلة غير رسمية أو توظفه.
- أن يؤدي عملًا قد يحتاج تجسسًا أو استخدام قوة في سيناريوهات أخرى.
- أن يعمل ضد أهداف معينة.

### الراعي
جزء مما يميز السلاح السيبراني عن البرامج الضارة الأخرى هو وجود من يرعاه. فالسلاح السيبراني لا يستخدمه قراصنة أو مجموعات قرصنة، بل تستخدمه دول وجهات غير رسمية مثل المنظمات الإرهابية والكيانات المشاركة في حروب الجيل الرابع.

### الأهداف
يؤدي السلاح السيبراني عملًا عادة ما يكون موكلًا لجندي أو جاسوس، وهو في الغالب عمل غير قانوني أو عمل حربي إذا نفذه إنسان أوقات السلم. تشمل المشاكل القانونية التي يتسبب السلاح السيبراني انتهاك خصوصية الهدف وسيادة الدولة المضيفة. تشمل استخدامات الأسلحة السيبرانية (على سبيل المثال لا الحصر):
- مراقبة النظام أو مشغليه، بما في ذلك المعلومات الحساسة، مثل كلمات المرور والمفاتيح الخاصة.
- سرقة البيانات أو الملكية الفكرية، مثل:

- معلومات ملكية الأعمال.
- معلومات سرية من حكومة أو جيش.
- إتلاف واحد أو أكثر مما يلي:

- البيانات أو البرامج على النظام أو الأنظمة الأخرى المتصلة به.
- تلف أجهزة الكمبيوتر أو تدميرها وإن كان حدوث الأمر أندر.
- في الأحوال الأكثر تطرفًا، يؤدي تلف نظام التحكم الكهروميكانيكي أو التحكم في العمليات مثل وقوع حوادث صناعية خطيرة إلى خسائر في الأرواح أو الممتلكات أو إلى أضرار اقتصادية كبيرة.
في حين تؤدي الأسلحة الإلكترونية بشكل شبه مؤكد إلى أضرار مالية مباشرة أو غير مباشرة إلى المجموعة المستهدفة، فإن جني المكاسب المالية المباشرة ليس هدفًا رئيسًا لرعاة الأسلحة السيبرانية.

### الاستهداف
على عكس البرامج الضارة التي يستخدمها المبتدئون في تنظيم شبكات الروبوت، حيث لا صلة لملكية الأجهزة التي تُهاجَم ولا موقعها الفعلي ولا دورها بالموضوع، تُظهر الأسلحة السيبرانية انتقائية. قبل الهجوم، تحدد الأسلحة السيبرانية عادةً الهدف باستخدام طرق مختلفة. وبالمثل، فإن البرمجيات الخبيثة التي يستخدمها المحتالون لسرقة المعلومات الشخصية أو المالية تُظهر انتقائية أقل وتوزيعًا أوسع.

### التميّز عن الفيروسات والبرامج الضارة الأخرى
لاحظ أن التكاثر الذاتي ليس إلزاميًا، ومن هنا نجد أنه ليست كل الأسلحة السيبرانية فيروسات وليست كل الفيروسات بالضرورة أسلحة إلكترونية.
بينما تستخدم الصحافة المصطلح بشكل متكرر، تتجنب بعض المقالات ذلك، فتستخدم مصطلحات مثل «سلاح الإنترنت» أو الفيروس. يناقش الباحثون خصائص المصطلح بينما ما يزالون يشيرون إلى استخدام الوكيل وتوظيفه كسلاح، أما المبرمجون ومطورو البرمجيات فاستخدامهم له اندر من كل من سبق.

## الأسلحة السيبرانية المرجحة
تتطابق عوامل البرمجيات الضارة التالية عمومًا مع المعايير الموضحة أعلاه، وقد أشار إليها خبراء الأمن السيبراني رسميًا بهذه الطريقة:
- دوقو (دوكو).
- فليم (برنامج خبيث).
- المدفع العظيم أو غرايت كانون.
- ميراي.
- ستوكسنت.
- وايبر.

## السيطرة ونزع السلاح
عام 2017، أظهرت انتهاكات البيانات أن أدوات القرصنة المفترض أنها آمنة التي تستخدمها الوكالات الحكومية يمكن أن يحصل عليها أطراف ثالثة. بالإضافة إلى ذلك، أفيد بأنه بعد فقدان السيطرة على هذه الأدوات، يبدو أن الحكومة تترك ثغرات مفتوحة ليعاود المحتالون أو المجرمون استخدامها لأي غرض. يقول كلاوديو غوارنيري، وهو خبير تكنولوجي من منظمة العفو الدولية: «ما تعلمناه من التسريبات في الأشهر الأخيرة هو أن نقاط الضعف المجهولة تُخفى كما لو كانت سرًا حتى بعد ضياعها، وهذا تصرّف غير مسؤول وغير مقبول.
في تلك السنة أيضًا نشرت ويكيليكس سلسلة وثائق فولت 7 التي تحتوي على تفاصيل عن استغلالات وكالة الاستخبارات الأمريكية سي آي إي وأدواتها، وقد أفاد جوليان أسانج بأنهم يعملون على «إبطالها» قبل نشرها. قد يُنزع السلاح السيبراني باتصال ببائعي البرامج وإعلامهم بمعلومات عن مواطن الضعف في منتجاتهم كما عرض المساعدة عليهم لتطوير البرامج بشكل مستقل.